# Miramar (ort)
Miramar är en kommunhuvudort i Spanien.   Den ligger i provinsen Província de València och regionen Valencia, i den östra delen av landet, 300 km sydost om huvudstaden Madrid. Miramar ligger 13 meter över havet och antalet invånare är 1 675.
Terrängen runt Miramar är platt österut, men åt sydväst är den kuperad. Havet är nära Miramar åt nordost. Närmaste större samhälle är Oliva, 3,8 km sydost om Miramar. 